# مسجد العصبة
مسجد العُصْبة أو مسجد التوبة أو مسجد النور في المدينة المنورة، وهو مجاور لكل من بئر الهُجَيْم وقصر ابن ماه، ويُعَد أولَ مسجد صلى فيه المسلمون قبل وصول النبي محمد  إلى المدينة، وهو من المساجد التي صلى فيها الرسول  كذلك.

## الموقع
يقع داخل المزرعة المسماة العصبة في قباء جنوب غرب المسجد النبوي الشريف.

## الخلفية التاريخية

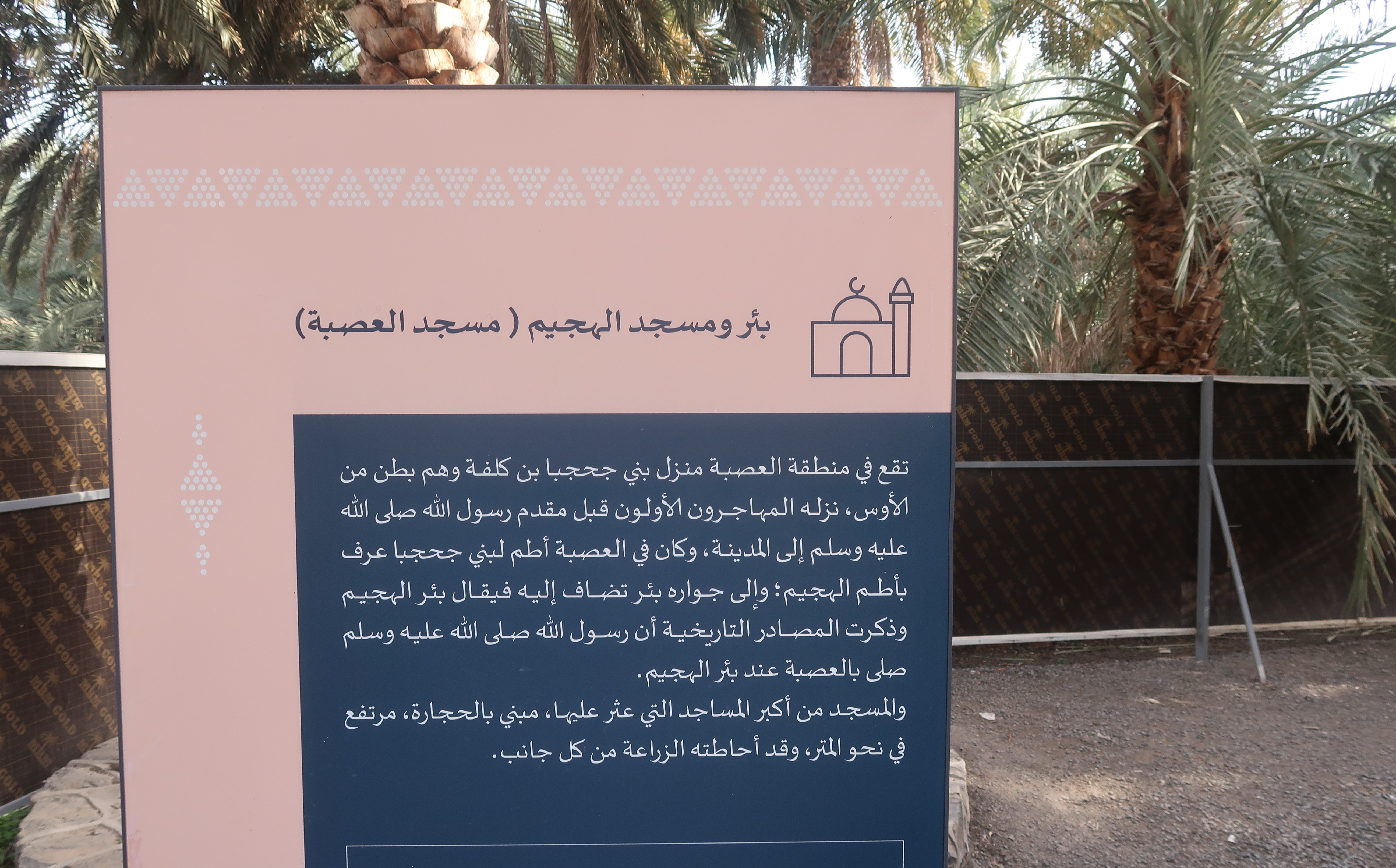
لوحة تعريف بمسجد العصبة وبئر الهُجَيْم في المدينة المنوَّرة

يقع مسجد العصبة التاريخي بالعصبة بقباء، بمحافظة المدينة المنورة، ويعرف بمسجد التوبة أو مسجد بني جحجبا، ويعدُّ من المساجد المأثورة التي صلى فيها النبي ﷺ وقد بُني هذا المسجد قبل وصوله  إلى المدينة واتخذه بنو جحجبا مسجدًا لهم وكان يؤمهم فيه سالم مولى أبي حذيفة وكان أكثرهم قرآنًا، ويقال بأن المسجد من أوائل المساجد التي بناها الخليفة الراشد عمر بن عبد العزيز عندما تولى إمارة المدينة المنورة فيما  بين 87 - 93 هـ. 
وظلت هذه العمارة طيلة السنين الماضية ثم تهدمت عدة مرات وأُعيد بناؤها على هيئة سور فقط يحافظ على موضع المسجد حتى حظي المسجد بآخر عمارة له في عهد الدولة العثمانية حيث بُني على هيئة سور مرتفع يصل ارتفاعه إلى نحو 2م.  

## ما ذكره المؤرِّخون
- روى ابن زبالة عن أفلح بن سعيد وغيره أن رسول الله ﷺ صلى في مسجد التوبة بالعصبة. ونقل العباسي: مسجد التوبة بالعصبة لبني جحجبا من الأوس عند بئرهم المسماة بالهجيم. وقيل أن سيدنا سالم مولى أبي حذيفة كان يؤم المهاجرون الأولين والصحابة فيه، وفيهم أبي بكر وعمر وغيرهم رضي الله عنهم أجمعين.[1]
- مسجد التوبة: بالعصبة منازل بني جحجبا من بني عمرو بن عوف من الأوس، روى ابن زبالة عن أفلح بن سعد وغيره أن رسول الله ﷺ صلّى في مسجد التوبة بالعصبة ببئر هجيم، قال المطري: وليست بمعروفة اليوم، يعني البئر. والعصبة: في غربي مسجد قباء فيها مزارع وآبار كثيرة. قلت: يستفاد مما ذكرناه في المنازل من أنهم ابتنوا أطما يقال له الهجيم عند المسجد الذي صلّى فيه النبي ﷺ أن بئر هجيم مضافة للأطم المذكور؛ فيطلب المسجد عند ذلك، وما علمت السبب في تسميته بمسجد التوبة.[2]
- مسجد النور: قال ابن زبالة: حدثنا محمد بن فضالة عن أبيه أن رسول الله ﷺ صلّى في موضع مسجد النور. قال المطري: ولا يعلم اليوم مكانه. قلت: وما علمت سبب تسميته بذلك، ورأيت الأسدي في منسكه ذكر في المساجد التي تزار في ناحية مسجد قباء مسجد النور، ثم ذكر في المساجد التي تزار بناحية المدينة وما حولها مسجد النور أيضا، ولعل هذا المسجد هو الموضع الذي انتهى إليه أسيد بن حضير وعباد بن بشر، وهما من بني عبد الأشهل، وكانا عند النبي صلى الله عليه وسلم في ليلة ظلماء، فتحدثا عنده حتى إذا خرجا أضاءت لهما عصا أحدهما، فمشيا على ضوئها، فلما تفرق بهما الطريق أضاءت لكل واحد منهما عصاه فمشى في ضوئها، كما أخرجه البخاري؛ فيكون المسجد المذكور بدار بني عبد الأشهل.

وروى أحمد برجال الصحيح حديث قتادة بن النعمان الظفري في إعطاء النبي صلى الله عليه وسلم له العرجون في ليلة مظلمة فأضاء له من بين يديه عشرا ومن خلفه عشرا- الحديث.
وروى أبو نعيم عن أنس رضي الله تعالى عنه أن رسول الله ﷺ وعمر رضي الله تعالى عنه سهرا عند أبي بكر الصديق رضي الله تعالى عنه يتحدثان عنده، حتى ذهب ثلث الليل، ثم خرجا وخرج أبو بكر رضي الله تعالى عنه معهما في ليلة مظلمة ومع أحدهما عصا، فجعلت تضئ لهما وعليها نور حتى بلغوا المنزل.

## الاستيلاء على الموقع
استولى رجل أعمال على المسجد وبئر الهُجَيم التاريخي الواقع في حي العصبة في المدينة المنورة والمجاور لمنطقة قباء التاريخية وضمها إلى مزرعته.